# الفريق الوطني (فلم 2022)
الفريق الوطني (بالإنجليزية: Home Team) هو فيلم كوميدي رياضي أمريكي لعام 2022، من إخراج تشارلز ودانيال كينان، ومن سيناريو كريس تيتون وكيث بلوم، وبطولة كيفن جيمس، وتايلور لوتنر، وروب شنايدر، وآدم ساندلر، وتيت بلوم، مستوحى الفيلم من أحداث حقيقة، تم تصويره في نيو أورلينز من مايو إلى يونيو 2021، وتم إصداره في 28 يناير 2022.

## روابط خارجية
- مقالات تستعمل روابط فنية بلا صلة مع ويكي بيانات